# Vorderschleimsbach
Der Vorderschleimsbach ist ein ganzjähriges Fließgewässer im Vorkarwendel. Er entsteht östlich der Montscheinspitze bei der Mantschenalm. Unterhalb dieser fällt er über einen Wasserfall in einen Kessel, bevor er nach weiterem kurzen Lauf von rechts in den Tannauerbach mündet.